# 中国文物学会
中国文物学会是中華人民共和國文物界的学术团体。前身为1984年成立的青年文物研究会，1989年在北京改組為中国文物学会。中国文物学会下设传统建筑园 林研究会、古代工艺美术研究会、丝绸之路研究会等机构，並编辑出版文物书刊、音像。

## 外部連結
- 官方网站